# Scorțoasa (gmina)
Scorțoasa – gmina w Rumunii, w okręgu Buzău. Obejmuje miejscowości Balta Tocila, Beciu, Dâlma, Deleni, Golu Grabicina, Grabicina de Jos, Grabicina de Sus, Gura Văii, Plopeasa, Policiori i Scorțoasa. W 2011 roku liczyła 3076 mieszkańców.